# Madhuca spectabilis
Madhuca spectabilis är en tvåhjärtbladig växtart som beskrevs av Pieter van Royen. Madhuca spectabilis ingår i släktet Madhuca och familjen Sapotaceae. Inga underarter finns listade i Catalogue of Life.